# Sinferopoli
Sinferòpoli (in russo Симферополь?, in ucraino Сімферополь?, entrambe traslitterate in Simferopolʾ; in tataro di Crimea Акъмесджит, Aqmescit), anche attestata come Simferòpoli o Simferòpol' (traslitterazione letterale), è una città della penisola della Crimea, capitale della Repubblica di Crimea o Repubblica autonoma di Crimea, situata sulla riva del fiume Salgir. Nel 2021 ospitava una popolazione di circa 340 540 abitanti. Il centro abitato è lambito a nord dal 45º Parallelo, la linea equidistante fra il Polo nord e l'Equatore.

## Storia
Sul luogo della città odierna di Sinferopoli, sorgeva nel II secolo a.C. la capitale scita di Neapolis, fondata dal re Scilurus, in greco Σκιλούρος o Σκίλουρος. Il nome della città nella lingua degli sciti non viene registrato dagli storici, conosciuta invece sotto il nome greco di «Neapolis Scythica», che invece esisteva ancora ai tempi del Regno del Bosforo Cimmerio (Regnum Bospori), dipendente da Roma. Nel corso del III secolo d.C. fu distrutta dai Goti.
La città fu quindi successivamente rifondata dai tatari di Crimea nel XVI secolo con il nome di Aqmescit (moschea bianca) presso le rovine dell'antico centro scita di Neapolis. Nel 1784, in seguito alla conquista della Crimea da parte di Caterina II di Russia, fu ribattezzata Simferopol' (dall'antico nome greco di Συμφερόπολις, traslitterato in caratteri latini Sympheropolis, che tradotto letteralmente significa "città del bene comune") assumendo il ruolo di centro amministrativo e di potere, fu infatti il capoluogo della Gubernija della Tauride.
Fu scenario di vari conflitti, quali la guerra di Crimea (1854-1856), la guerra civile russa e soprattutto la seconda guerra mondiale, quando, essendo stata occupata a lungo dai tedeschi (1941-1944), subì devastazioni e decimazione degli abitanti. Nel 1954 la città, col resto della Crimea passò dalla Repubblica Socialista Federativa Sovietica Russa alla Repubblica Socialista Sovietica Ucraina, restando comunque nell'ambito dell'Unione delle Repubbliche Socialiste Sovietiche, che costituivano l'URSS. Con lo scioglimento di quest'ultima, avvenuto nel 1991, l'Ucraina divenne indipendente e per placare le mire secessioniste della Crimea, autoproclamatasi indipendente nel 1992, le assecondò parzialmente con la costituzione della Repubblica autonoma di Crimea, con capitale Sinferopoli, comunque ancorata al governo di Kiev.
L'11 marzo 2014 la Repubblica autonoma di Crimea si proclama indipendente dall'Ucraina. A seguito dell'annessione unilaterale (non riconosciuta internazionalmente) da parte della Russia, il 18 marzo 2014 Sinferopoli diviene capitale del circondario federale della Crimea all'interno della Federazione Russa fino alla soppressione di tale distretto il 28 luglio 2016. La città come l'intera penisola di Crimea è tuttavia ancora de iure territorio ucraino.

## Monumenti e luoghi d'interesse
La vecchia città tatara conserva il fascino del borgo antico, con le sue caratteristiche vie strette sulle quali svetta la moschea Kebir-Jami, costruita nel XVI secolo, ed altri manufatti coevi.
Si può visitare il Museo etnografico di Crimea.

## Società

### Evoluzione demografica
La città ha avuto una crescita demografica consistente nel XIX e XX secolo, mostrata dal primo rilevamento della popolazione risalente al 1839, quando era pressoché un villaggio, poiché si contavano appena 7 000 abitanti, fino al 1989, anno del maggior numero di residenti, per decescere lentamente ma costantemente sino ad oggi. 
| Anno | Abitanti |
| ---- | -------- |
| 1839 | 7 000    |
| 1864 | 17 000   |
| 1887 | 38 000   |
| 1897 | 49 078   |
| 1914 | 91 000   |
| 1926 | 86 145   |
| 1939 | 142 634  |
| 1959 | 187 623  |
| 1970 | 249 053  |
| 1989 | 343 565  |
| 2001 | 343 644  |
| 2009 | 337 139  |
| 2012 | 335 582  |

### Etnie e minoranze straniere
Dati demografici, etnici, più che linguistici, desunti dal censimento della popolazione della città relativo all'anno 2001:
| Nazionalità       | Numero abitanti | Dati percentuali |
| ----------------- | --------------- | ---------------- |
| Russi             | 238 938         | 66,7             |
| Ucraini           | 76 147          | 21,3             |
| Tartari di Crimea | 25 209          | 7                |
| Bielorussi        | 4 102           | 1,1              |
| Ebrei             | 2 371           | 0,7              |
| Armeni            | 2 130           | 0,6              |
| Tatari            | 1 339           | 0,4              |
| Azeri             | 1 014           | 0,3              |
| Polacchi          | 717             | 0,2              |
| Greci             | 619             | 0,2              |
| Moldavi           | 561             | 0,1              |

## Economia
È un centro agricolo-commerciale che contava, alla fine del 2004, oltre 360 000 abitanti, prevalentemente di etnia russa. Sede di università e vari istituti culturali nella parte moderna.

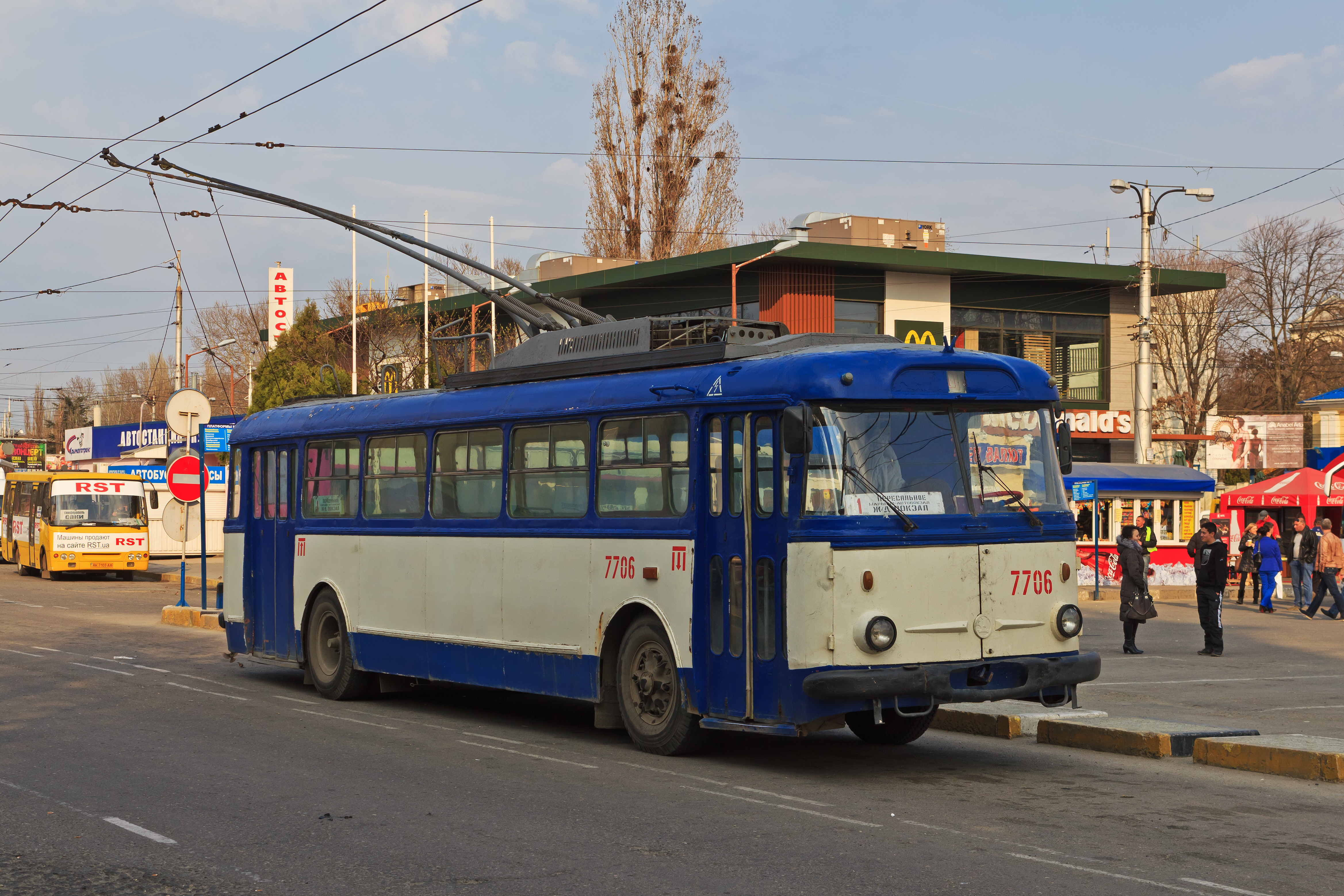
Filobus storico Škoda 9Tr della Krymtrolleybus, n. 7706 a Sinferopoli

Sono diffuse le coltivazioni di ortaggi e frutta; presenti industrie alimentari, manifatturiere e meccaniche.

## Infrastrutture e trasporti
I turisti giungono numerosi in estate utilizzando l'aeroporto cittadino, l'Aeroporto Internazionale di Sinferopoli, il quale collega la città tramite rotte nazionali ed internazionali, o la ferrovia attraverso la Stazione di Sinferopoli. Grandi strade assicurano il collegamento con la costa del mar Nero e con altre località della penisola.
In città il trasporto pubblico è esercitato con filobus della Krymtrolleybus, di derivazione ceca (Škoda); alcuni modelli, come quello raffigurato, superano i 40 anni di attività.
La filovia Sinferopoli-Alušta-Jalta, gestita come linea 52, raggiungendo la costa del mar Nero dopo aver percorso circa 86 km, è ritenuta la più lunga del mondo.

## Amministrazione

### Gemellaggi
- Salem, dal 1986
- Heidelberg, dal 1991
- Kecskemét, dal 2006
- Eskişehir, dal 2007
- Irkutsk, dal 2008
- Mosca, dal 2008
- Novočerkassk, dal 2008
- Omsk, dal 2008
- Ruse, dal 2008
- Nižnij Novgorod, dal 2016

## Sport

### Calcio
La squadra principale della città è il Tavrija Simferopol'.

## Clima
| Sinferòpoli (1991-2020) Fonte: | Mesi         | Mesi         | Mesi         | Mesi         | Mesi        | Mesi        | Mesi        | Mesi        | Mesi        | Mesi         | Mesi         | Mesi         | Stagioni | Stagioni | Stagioni | Stagioni | Anno  |
| Sinferòpoli (1991-2020) Fonte: | Gen          | Feb          | Mar          | Apr          | Mag         | Giu         | Lug         | Ago         | Set         | Ott          | Nov          | Dic          | Inv      | Pri      | Est      | Aut      | Anno  |
| ------------------------------ | ------------ | ------------ | ------------ | ------------ | ----------- | ----------- | ----------- | ----------- | ----------- | ------------ | ------------ | ------------ | -------- | -------- | -------- | -------- | ----- |
| T. max. media (°C)             | 4,1          | 5,5          | 10,2         | 16,3         | 21,9        | 26,5        | 29,8        | 29,7        | 24,0        | 17,5         | 11,1         | 6,1          | 5,2      | 16,1     | 28,7     | 17,5     | 16,9  |
| T. media (°C)                  | 0,4          | 1,1          | 4,8          | 10,2         | 15,6        | 20,2        | 23,0        | 22,8        | 17,6        | 11,8         | 6,4          | 2,4          | 1,3      | 10,2     | 22,0     | 11,9     | 11,4  |
| T. min. media (°C)             | −2,9         | −2,6         | 0,4          | 4,8          | 9,9         | 14,5        | 17,0        | 16,6        | 12,1        | 7,2          | 2,7          | −0,8         | −2,1     | 5,0      | 16,0     | 7,3      | 6,6   |
| T. max. assoluta (°C)          | 20,4 (2010)  | 21,9 (1925)  | 28,7 (1940)  | 31,5 (1975)  | 34,2 (1985) | 37,7 (2009) | 39,3 (1971) | 39,5 (2010) | 37,2 (1994) | 33,3 (1952)  | 28,0 (1926)  | 25,4 (2008)  | 25,4     | 34,2     | 39,5     | 37,2     | 39,5  |
| T. min. assoluta (°C)          | −26,0 (1950) | −30,3 (1911) | −18,4 (1945) | −11,1 (1931) | −8,4 (1912) | 0,7 (1913)  | 3,6 (1912)  | 3,8 (1944)  | −5,1 (1902) | −11,4 (1912) | −21,7 (1902) | −23,2 (1948) | −30,3    | −18,4    | 0,7      | −21,7    | −30,3 |
| Nuvolosità (okta al giorno)    | 7,7          | 7,1          | 6,6          | 6,0          | 5,2         | 4,7         | 3,5         | 3,1         | 4,1         | 5,3          | 6,8          | 7,8          | 7,5      | 5,9      | 3,8      | 5,4      | 5,7   |
| Precipitazioni (mm)            | 42           | 34           | 36           | 33           | 40          | 58          | 39          | 47          | 40          | 45           | 44           | 43           | 119      | 109      | 144      | 129      | 501   |
| Giorni di pioggia              | 12           | 11           | 11           | 11           | 10          | 11          | 8           | 7           | 10          | 11           | 13           | 14           | 37       | 32       | 26       | 34       | 129   |
| Nevicate (cm)                  | 1            | 2            | 1            | 0            | 0           | 0           | 0           | 0           | 0           | 0            | 0            | 1            | 4        | 1        | 0        | 0        | 5     |
| Giorni di neve                 | 11           | 11           | 7            | 1            | 0           | 0           | 0           | 0           | 0           | 1            | 4            | 9            | 31       | 8        | 0        | 5        | 44    |
| Giorni di nebbia               | 10           | 8            | 8            | 6            | 4           | 2           | 1           | 1           | 2           | 6            | 8            | 10           | 28       | 18       | 4        | 16       | 66    |
| Umidità relativa media (%)     | 85           | 81           | 76           | 69           | 68          | 67          | 63          | 63          | 69          | 76           | 82           | 84           | 83,3     | 71       | 64,3     | 75,7     | 73,6  |
| Vento (direzione-m/s)          | NE 5,0       | NE 4,9       | NE 5,0       | NE 4,7       | NE 4,1      | W 3,8       | E 3,9       | E 3,8       | E 4,0       | NE 4,2       | NE 4,6       | NE 5,0       | 5,0      | 4,6      | 3,8      | 4,3      | 4,4   |